# بيدرو تابرنر
بيدرو تابرنر (بالإسبانية: Pedro Taberner)‏ هو لاعب كرة قدم إسباني في مركز الدفاع، ولد في 11 نوفمبر 1946 في مدينة ميورقة في إسبانيا، وتوفي في 5 يونيو 2021. لعب مع ريال مايوركا وسيلتا فيغو.